# Sensu
Sensu is een Latijnse frase die "in de zin van" betekent. Het is de ablatief van het zelfstandig naamwoord sensus (zin), en wordt dikwijls gevolgd of voorafgegaan door een bijvoeglijk naamwoord.
De frase wordt onder andere gebruikt in de taxonomie (biologie), geologie, linguistiek en wetgeving. Gewoonlijk geeft het aan hoe strikt of breed een bepaalde uitdrukking of idee bedoeld wordt, maar het komt ook voor in uitdrukkingen die de conventie of de context aangeven.

## Taxonomie
Sensu wordt in de taxonomie op twee manieren gebruikt:
- met een bijvoeglijk naamwoord: sensu stricto (in de strikte zin), sensu lato of sensu amplo (in de brede zin)
- als verwijzing naar een specifieke persoon: zo betekent "sensu Smith" zoveel als "in de zin zoals bedoeld of gebruikt door Smith"